# OMON

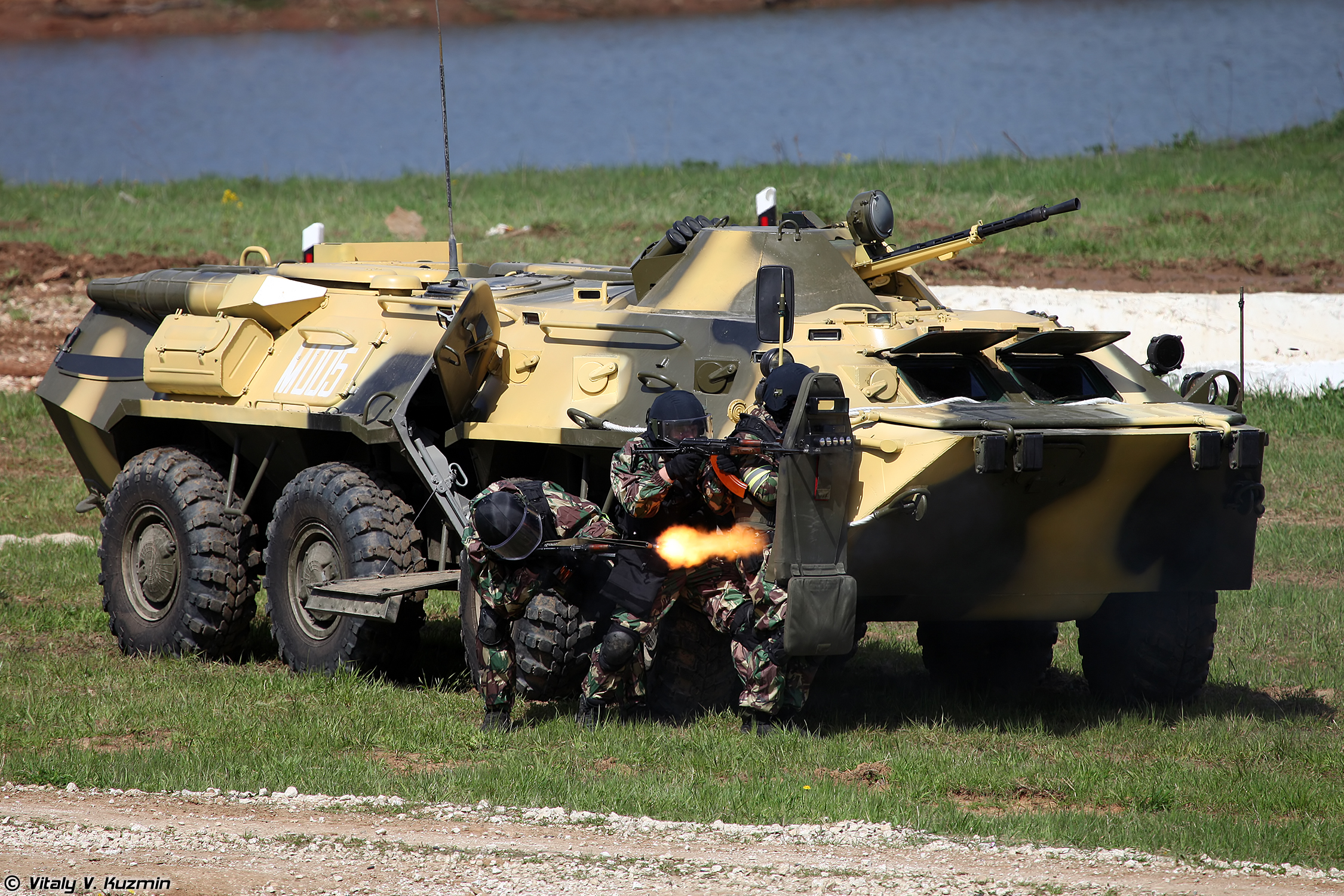
Operatori OMON durante una esercitazione

OMON (in russo отряд мобильный особого назначения?, otrjad mobilnii osobogo naznačenija, "Unità Speciale Mobile della Polizia") è il nome generico per indicare le ex unità speciali antiterrorismo della polizia russa dipendenti dal Ministero dell'Interno della Federazione Russa e, in passato dell'Unione Sovietica.
Dal 2016 questo corpo speciale è stato fuso con altre strutture simili come SOBR e Truppe Interne in un unico grande servizio: il Servizio Federale delle Truppe della Guardia Nazionale della Federazione Russa o Rosgvardija; infatti così facendo il Governo russo ha tagliato le spese logistiche riutilizzandole in equipaggiamento più moderno e addestramento più professionale.
Il loro motto è "Noi non conosciamo pietà e non ne chiediamo". Anche alcuni Stati dell'ex Unione Sovietica, come Bielorussia, Azerbaigian ed altri, hanno mantenuto gli OMON all'interno delle loro forze di polizia. Il loro equipaggiamento comprende fucili d'assalto di fabbricazione russa come AK-74, AK-12, AK-105, AS Val e altri, inoltre gli operatori sono muniti di pistole, anche queste ultime di fabbricazione russa, come la Makarov, la TT, la Yarigin e altre. In missioni speciali vengono inoltre utilizzati RPG-7 e SVD. Durante la gestione dell'ordine pubblico vengono usati manganelli, caschi e scudi antisommossa.
L'OMON, così come il SOBR, è un'unità spetznas dell'MVD, per questo il loro addestramento è più lungo e impegnativo rispetto alle altre forze di polizia.
Le unità OMON nacquero nel 1979, quando la prima unità venne creata in vista delle Olimpiadi di Mosca, per garantire che non avvenissero attentati terroristici, come accadde alle Olimpiadi di Monaco nel 1972. Successivamente, l'unità venne impiegata in situazioni d'emergenza come arresti ad alto rischio, sequestri e liberazione di ostaggi e, inoltre, in risposta ad attacchi terroristici.
Le unità OMON vennero inizialmente impiegate come polizia antisommossa, per sorvegliare e fermare dimostrazioni di piazza, atti di vandalismo e altre situazioni d'emergenza; più avanti però vennero addestrate ad operare in un più ampio insieme di situazioni, come cordoni, pattugliamento delle strade e qualche volta operazioni paramilitari e militari. Sono stati adoperati più volte nel corso delle guerre cecene, dimostrando di avere capacità operative all'altezza della difficile situazione.
In quanto unità speciali, il personale delle unità OMON indossa la celebre tel'njaška, con righe di colore rosso.

## Squadre

### Oblast'
- Oblast' di Amur:
- Oblast' di Arcangelo:
- Oblast' di Astrachan':
- Oblast' di Belgorod:
- Oblast' di Brjansk:
- Oblast' di Čeljabinsk:
- Oblast' di Irkutsk:
- Oblast' di Ivanovo: OMON "Sparta"[3]
- Oblast' di Kaliningrad: OMON "Grad"[4]
- Oblast' di Kaluga: OMON "Orion"[5]
- Oblast' di Kemerovo: OMON "Obereg"[6]
- Oblast' di Kirov: OMON "Vjatič"[7]
- Oblast' di Kostroma: OMON "Oplot"
- Oblast' di Kurgan:
- Oblast' di Lipeck: OMON "Legion"[8]
- Oblast' di Magadan: OMON "Gvardeec"[9]
- Oblast' di Mosca: OMON "Zubr"
- Oblast' di Murmansk: OMON "Medved'"
- Oblast' di Nižnij Novgorod: OMON ""
- Oblast' di Novgorod: OMON "Varjag"
- Oblast' di Novosibirsk: OMON "Sibir'"[10]
- Oblast' di Orël: OMON "Krepost'"
- Oblast' di Omsk:  OMON "Šturm"[11]
- Oblast' di Rjazan': OMON "Vjatič"[12]
- Oblast' di Rostov:
- Oblast' di Samara: OMON "Smerč"[13]
- Oblast' di Saratov: OMON "Patriot"[14]
- Oblast' di Smolensk: OMON "Krivič"[15]
- Oblast' di Sverdlovsk: OMON "Rassvet"[16]
- Oblast' di Tomsk:
- Oblast' di Vladimir:
- Oblast' di Volgograd:
- Oblast' di Vologda:

### Città federali
- Mosca: OMON "Avangard"[17]
- San Pietroburgo: OMON "Bastion"[18]

### Repubbliche federali
- Baschiria: OMON "Ural"[19]
- Cabardino-Balcaria: OMON "Veršina"[20]
- Cecenia: OMON "Akhmat-Groznyj"; OMON "Akhmat-1"[21]
- Daghestan: OMON "Jaguar"[22]
- Doneck: OMON "Donbass"[23]
- Inguscezia: OMON "Berkut-Jug"[24]
- Karačaj-Circassia: OMON "Mustang"[25]
- Mordovia: OMON "Arkuda"[26]
- Sacha-Jacuzia: OMON "Bizon"[27]
- Tatarstan: OMON "Ak Bars"[28]

La città federale di Sebastopoli e la Repubblica di Crimea hanno la stessa unità OMON: OMON "Berkut"